# Список умерших в 1881 году
В этой статье представлен список известных людей, умерших в 1881 году.
См. также: Категория:Умершие в 1881 году

## Январь
- 1 января — Бланки, Луи Огюст (75) — французский политический деятель и революционер, коммунист-утопист, организатор ряда тайных политических обществ и заговоров.
- 5 января — Андрей Заблоцкий-Десятовский (73) — российский государственный деятель и экономист.
- 10 января — Пий Цингерле (79) — австрийский востоковед и католический богослов.

## Февраль
- 3 февраля — Джон Гульд (76) — британский орнитолог и анималист.
- 6 февраля — Константин Тон (86) — русский архитектор.
- 9 февраля — Достоевский, Фёдор Михайлович (59) — один из самых значительных и известных в мире русских писателей и мыслителей; эмфизема лёгких.
- 16 февраля — Поль Флаттерс (41) — французский исследователь Африки.
- 19 февраля — Джерард Креффт (51) — один из первых известных зоологов и палеонтологов Австралии.

## Март
- 3 марта — Брестель, Рудольф (64) — австрийский и австро-венгерский государственный деятель, министр финансов Цислейтании в 1867—1870.
- 13 марта — Александр II (62) — император Всероссийский, царь польский и великий князь финляндский (1855—1881) из династии Романовых; убит.
- 13 марта — Ганн, Рональд Кэмпбелл (72) — австралийский ботаник, государственный служащий и политик.
- 13 марта — Гриневицкий, Игнатий Иоахимович (24) — российский революционер, член подпольной революционно-террористической организации «Народная воля», один из первомартовцев и непосредственный убийца Александра II; умер в результате ранений, полученных во время теракта.
- 15 марта — Саблин, Николай Алексеевич (30—32) — революционер-террорист, член подпольной организации «Народная воля», редактор, поэт; застрелился при попытке жандармов проникнуть в дом и арестовать его.
- 28 марта — Мусоргский, Модест Петрович (42) — русский композитор, член «Могучей кучки».

## Апрель
- 15 апреля:
  - Казнённые (повешенные) по обвинению в участии в заговоре с целью убийства Александра II:
    - Андрей Желябов (29) — член Исполнительного комитета «Народной воли».
    - Николай Кибальчич (27) — русский революционер, народоволец, изобретатель.
    - Тимофей Михайлов (22) — русский революционер, член «Народной воли», участник покушения.
    - Софья Перовская (27) — одна из руководителей «Народной воли», непосредственно руководившая убийством Александра II.
    - Николай Рысаков (19) — русский революционер, активный член террористической организации «Народная воля» и один из 2-х непосредственных участников покушения.

## Май
- 19 мая — Гарри фон Арним (56) — немецкий дипломат, обвинявшийся в государственной измене во времена Бисмарка.

## Июнь
- 15 или 16 июня — Мария ЛаВей (86) — верховная жрица («мамбо») луизианского вуду в Новом Орлеане XIX века и одна из самых влиятельных жительниц штата своего времени.
- 16 июня — Ишимова, Александра Осиповна (76) — русская детская писательница, переводчица, издатель детских журналов.
- 17 июня — Джеймс Старли (50—51) — британский изобретатель, стоявший у истоков велосипедной индустрии.
- 22 июня — Виктор Бутовский (65—66) — действительный статский советник, директор Строгановского центрального училища технического рисования.

## Июль
- 25 июля — Карл Брунс (50) — немецкий астроном и метеоролог.
- 26 июля — Август Саксен-Кобург-Готский (63) — немецкий принц из Саксен-Кобург-Готской ветви.
- 26 июля — Джордж Генри Борроу (78) — английский писатель, автор романов о путешествиях.

## Август
- 2 августа — Маркес Кларк (35) — австралийский писатель.
- 18 августа — Йозеф Лабицкий (79) — чешский капельмейстер и композитор музыки для танцев.
- 18 августа — Степан Ширяев (23) — русский революционер, народник, член Исполнительного комитета партии «Народная воля», террорист; туберкулёз либо самоубийство.

## Сентябрь
- 3 сентября — Клементина Австрийская (83) — австрийская эрцгерцогиня, в браке — принцесса Салерно, супруга принца Леопольда Бурбон-Сицилийского, принца Салерно.
- 7 сентября — Вальтер Стейнс-Биссхоп (71) — голландский иезуит, миссионер.
- 12 сентября — Франц фон Вернер (45) — австрийский поэт, драматург и дипломат, состоявший на службе Османской империи.
- 19 сентября — Джеймс Абрам Гарфилд (49) — 20-й президент США (март — сентябрь 1881), разносторонне одарённый самоучка, военачальник и активист Республиканской партии; умер через два с половиной месяца после покушения.
- 29 сентября — Александр Котляревский (43—44) — российский славист, археолог и этнограф.